# Trond Jøran Pedersen
Trond Jøran Pedersen (* 19. Juni 1958) ist ein ehemaliger norwegischer Skispringer und Skisprungtrainer.
Pedersen gab am 20. Februar 1983 sein Debüt im Skisprung-Europacup und trat rund drei Wochen später in Bærum auch erstmals im Skisprung-Weltcup an. Am 23. Februar 1985 bestritt Pedersen in Harrachov sein erstes Skifliegen und konnte dabei mit einem dritten Platz zum einzigen Mal in der höchsten Wettkampfserie aufs Podium springen. Er teilte sich diesen Rang mit den punktgleichen Jiří Parma und Tadeusz Fijas. Am 24. März 1985 gelang ihm mit Platz zwei beim Europacup in Rovaniemi sein bestes Ergebnis bei einem internationalen Wettbewerb.
Bei der Vierschanzentournee 1985/86 blieb er erfolglos, konnte aber in den Springen nach der Tournee wieder unter die besten zehn springen. Durch diese guten Ergebnisse belegte er am Ende den 26. Platz in der Weltcup-Gesamtwertung.
Nachdem die folgenden zwei Saisons weniger erfolgreich verliefen, beendete Pedersen 1988 seine aktive Skisprungkarriere. Im Jahr 2000 trat er in Rognan noch einmal bei einem Veteranenspringen an.
Nach seiner Springerlaufbahn wurde Pedersen Trainer. Unter ihm gewann das norwegische Team um Espen Bredesen und Tommy Ingebrigtsen Mitte der 1990er Jahre mehrere Titel. Ab 2013 betreute er zeitweise die schwedische Mannschaft.
Sein Sohn Robin Pedersen ist ebenfalls Skispringer.